# Hernán Torres
Hernán Torres Oliveros (Ibagué, 31 maggio 1961) è un allenatore di calcio ed ex calciatore colombiano, di ruolo portiere, tecnico del Deportes Tolima.

## Palmarès

### Allenatore

#### Competizioni nazionali
- Campionato colombiano: 2

Millonarios: 2012-II
Deportes Tolima: 2021-I
- Categoría Primera B: 1

América de Cali: 2016
- Súper Liga: 1

Deportes Tolima: 2022